# Prêmio Hutúz
Le Prêmio Hutúz est le principal prix décerné au hip-hop brésilien. Il fait anciennement partie du festival Hutúz, créé par la Central Única das Favelas (CUFA), une organisation issue de réunions de jeunes de diverses communautés de Rio de Janeiro. Il est idéalisé par le producteur Celso Athayde.
Entre 2000 et 2003, l'événement se déroule au théâtre Carlos Gomes de Rio de Janeiro. À partir de 2004, il se déroule au Canecão. En 2009, la dernière édition de l'événement a lieu, sous le nom de « Prêmio Hutúz 10 Anos » (Prix Hutúz 10 ans).

## Histoire
La quatrième édition du prix Hutúz a lieu le 5 novembre 2003. Cette édition comportait quelques innovations, telles que l'inclusion des catégories break et graffiti et la division de la catégorie démo en deux (féminine et masculine). L'événement est divisé en 13 catégories.
La cinquième édition du prix Hutúz a lieu le 11 novembre 2004. L'événement est divisé en 14 catégories. La huitième édition du Prix Hutúz a lieu le 22 novembre 2007. L'événement est divisé en 15 catégories,